# Циклониране
Под циклониране се разбира метод за разделяне на твърди частици от даден флуид (газ или течност). За разлика от утаяването, разделянето тук се извършва под действие на центробежната сила, която може да бъде многократно по-голяма от силата на тежестта.
Апаратите, в които се извършва процесът, се наричат циклони. Циклоните се използват в промишлеността за прахоулавяне (очистване на газове от прахови частици) и др. Някои прахосмукачки използват същия принцип. При някои автомобили засмуканият въздух преминава през циклон, преди да постъпи във въздушния филтър, това удължава живота на филтъра. Ако флуидът е течност, апаратът се нарича хидроциклон. При хидроциклоните освен разделянето на частици от течност (суспензии) е възможно и разделянето на две течни фази (емулсия) с различна плътност.
Принцип на действие: Флуидът постъпва тангенциално в апарата, завихря се при движението си надолу и напуска апарата през горния щуцер. Праховите частици се „утаяват“ по стените на циклона под действието на центробежните сили и падат надолу под действието на силата на тежестта.
Предимсто на циклоните е липсата на движещи се части, за разлика от центрофугите, които също прилагат центробежните сили за разделяне. По тази причина те имат по-просто устройство и лесна поддръжка, могат да се прилагат и при високи налягания и температури на флуида. Разходът на енергия за покриване на хидравличните загуби (падът на налягане ΔP) е сравнително нисък. Недостатък е, че степента на прахоулавяне намалява с намаляване размера на частиците. По-фините (< 5 – 10 μm) не могат да бъдат уловени и биват увлечени от газа по пътя му нагоре през изходния щуцер. При по-високи изисквания е необходимо  допълнително очистване с помощта на филтър, скрубер и др. При абразивни частици е възможно постепенно стените на апарата да се износят в течение на времето (вж. пясъкоструене).